# Prostracja (religia)
Prostracja (leżenie krzyżem lub padanie na twarz) – wyraz szczególnego (większego niż klęczenie) uniżenia się wobec Boga oraz wyraz głębokiej modlitwy. Znana już w Starym Testamencie (Rdz 17,3; Joz 5,14).

## Chrześcijaństwo

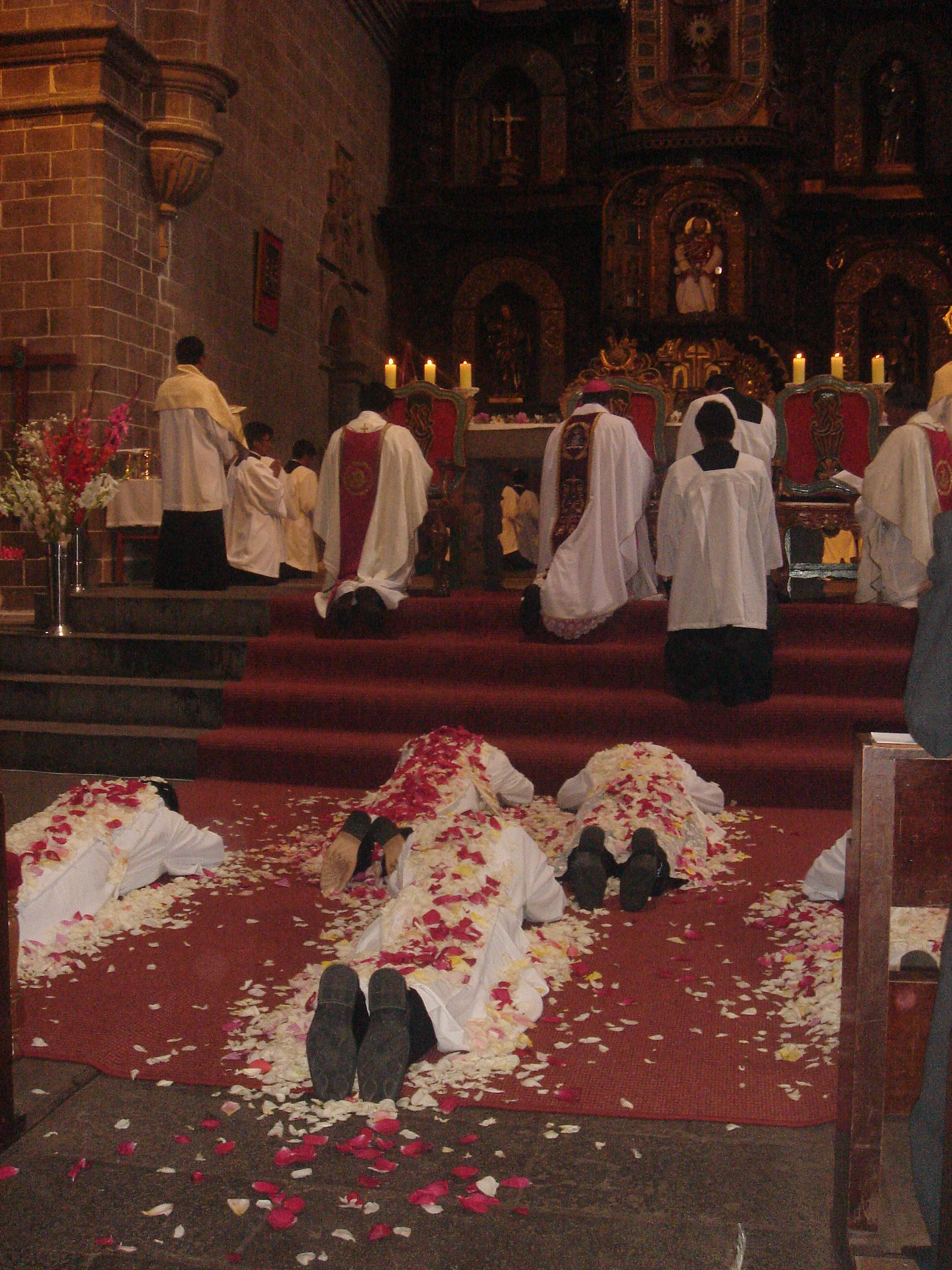
Prostracja podczas święceń kapłańskich w Peru, 2009

### Zachodnie
W obrządku łacińskim prostrację wykonuje kapłan na rozpoczęciu Liturgii Męki Pańskiej w Wielki Piątek, upadając na twarz przed ołtarzem. W tymże łacińskim obrządku prostracja polega na położeniu się na ziemi z wyciągniętym tułowiem, twarzą do ziemi i z rękami podłożonymi pod głowę. Taką prostrację wykonują kandydaci do święceń diakonatu, prezbiteratu i episkopatu, zakonnicy składający śluby oraz kandydat na opata lub kandydatka na ksienię w czasie obrzędów liturgicznych. Przed reformami liturgicznymi 2 poł. XX w. istniała także druga forma prostracji, polegająca na pochyleniu ciała w postawie klęczącej. Obecnie taka postawa w liturgii łacińskiej nie występuje.

### Wschodnie
W obrządkach wschodnich istnieje gest odpowiadający zachodniej prostracji, zwany wielkim pokłonem lub pokłonem do ziemi, polegający na uklęknięciu i pochyleniu twarzy do ziemi. Praktykowany jest często, zwłaszcza w okresach pokutnych jak np. Wielki Post.

## Islam
W islamie pokłony polegające na dotykaniu czołem i rękami ziemi w postawie klęczącej są jednym z najczęstszych i najpopularniejszych elementów codziennej modlitwy.